# Leandra sanguinea
Leandra sanguinea är en tvåhjärtbladig växtart som beskrevs av Henry Allan Gleason. Leandra sanguinea ingår i släktet Leandra och familjen Melastomataceae. Utöver nominatformen finns också underarten L. s. tepuiensis.